# Championnat d'Espagne de football 1977-1978
Navigation
Championnat d'Espagne 1976-77 Championnat d'Espagne 1978-79
Le Championnat d'Espagne de football de Primera División 1977-1978 est la 47e édition de ce championnat.

## Classement
| Rang | Équipe                   | Pts | J  | G  | N  | P  | Bp | Bc | Diff |
| ---- | ------------------------ | --- | -- | -- | -- | -- | -- | -- | ---- |
| 1    | Real Madrid              | 47  | 34 | 22 | 3  | 9  | 77 | 40 | +37  |
| 2    | FC Barcelone C           | 41  | 34 | 16 | 9  | 9  | 49 | 29 | +20  |
| 3    | Athletic Bilbao          | 40  | 34 | 16 | 8  | 10 | 62 | 36 | +26  |
| 4    | Valence CF               | 39  | 34 | 16 | 7  | 11 | 54 | 33 | +21  |
| 5    | Real Sporting de Gijón P | 39  | 34 | 15 | 9  | 10 | 53 | 43 | +10  |
| 6    | Atlético Madrid T        | 36  | 34 | 16 | 4  | 14 | 61 | 52 | +9   |
| 7    | UD Las Palmas            | 35  | 34 | 12 | 11 | 11 | 43 | 41 | +2   |
| 8    | Séville FC               | 34  | 34 | 13 | 8  | 13 | 38 | 45 | -7   |
| 9    | UD Salamanca             | 34  | 34 | 14 | 6  | 14 | 37 | 40 | -3   |
| 10   | Rayo Vallecano P         | 33  | 34 | 12 | 9  | 13 | 50 | 59 | -9   |
| 11   | Real Sociedad            | 33  | 34 | 12 | 9  | 13 | 52 | 46 | +6   |
| 12   | Burgos CF                | 31  | 34 | 10 | 11 | 13 | 33 | 47 | -14  |
| 13   | Racing Santander         | 31  | 34 | 11 | 9  | 14 | 29 | 45 | -16  |
| 14   | Hércules Alicante        | 30  | 34 | 10 | 10 | 14 | 32 | 40 | -8   |
| 15   | Espanyol Barcelone       | 30  | 34 | 12 | 6  | 14 | 48 | 60 | -12  |
| 16   | Real Betis Balompié      | 30  | 34 | 11 | 8  | 15 | 51 | 52 | -1   |
| 17   | Elche CF                 | 27  | 34 | 11 | 5  | 18 | 44 | 66 | -22  |
| 18   | Cadix CF P               | 22  | 34 | 7  | 8  | 19 | 30 | 69 | -39  |

- Champion, qualification pour la Coupe des clubs champions 1978-1979 en tant que champion
- Qualification pour la Coupe des vainqueurs de coupe de football 1978-1979 en tant que vainqueur de la Coupe d'Espagne
- Qualification pour la Coupe UEFA 1978-1979
- Relégation en Segunda División

## Bilan de la saison
| Tableau d'Honneur                 |              |
| Compétition                       | Vainqueur    |
| Championnat d'Espagne de football | Real Madrid  |
| Coupe d'Espagne de football       | FC Barcelone |

| Promotions et relégations    |                                             |
| Relégués en Segunda División | Real Betis Séville Elche CF Cadix CF        |
| Promus en Primera División   | Real Saragosse Recreativo Huelva Celta Vigo |